# Autopista AP-6
Die Autopista AP-6 oder Autopista del Noroeste ist eine Autobahn in Spanien. Die Autobahn beginnt in Collado Villalba und endet in Adanero.

## Streckenverlauf

### Abschnitte
| Position | Kurzbezeichnung | Abschnitt                            | km   | Eröffnung |
| -------- | --------------- | ------------------------------------ | ---- | --------- |
| 1        | AP-6            | Las Rozas de Madrid-Collado-Villalba | 18   | 1967      |
| 2        | AP-6            | Collado-Villalba-Alto del Caloco     | 29   | 1972      |
| 3        | AP-6            | 1. Tunnel Guadarrama                 | 2,87 | 1963      |
| 4        | AP-6            | 2. Tunnel Guadarrama                 | 3,3  | 1972      |
| 5        | AP-6            | 3. Tunnel Guadarrama                 | 3,15 | 2007      |
| 6        | AP-6            | Alto del Caloco-Villacastín          | 12   | 1973      |
| 7        | AP-6            | Villacastín-Adanero                  | 30   | 1976      |

### Streckenführung
| Position | km    | Richtung (La Coruña)                                                                    | Richtung (Madrid)                                             | Anschluss an |
| -------- | ----- | --------------------------------------------------------------------------------------- | ------------------------------------------------------------- | ------------ |
| 1        |       | Ende der Autovía A-6 Beginn der mautpflichtigen AP-6                                    | Ende der mautpflichtigen AP-6 Beginn der A-6                  |              |
| 2        | 42–43 | Área de Servicio de Villalba N VI Guadarrama M-510                                      | Área de Servicio de Villalba Collado Villalba M-510 Galapagar |              |
| 3        | 47    | El Escorial Galapagar                                                                   | El Escorial Galapagar                                         | M-600        |
| 4        | 49    | Área de Descanso                                                                        |                                                               |              |
| 5        | 52    | Berg A Coruña                                                                           |                                                               | N-VI         |
| 6        | 55    |                                                                                         | Autonome Gemeinschaft Madrid                                  |              |
| 7        |       | Puerto de Guadarrama (Höhe: 1511 m)                                                     | Puerto de Guadarrama (Höhe: 1511 m)                           |              |
| 8        |       | Guadarrama (Tunnel) Länge: 3345 m                                                       | Guadarrama (Tunnel) Länge: 3345 m                             |              |
| 9        | 58    | Kastilien und León Provinz Segovia                                                      |                                                               |              |
| 10       | 58    | Área de Descanso                                                                        |                                                               |              |
| 11       |       |                                                                                         | Villalba-San Rafael (Mautstelle)                              |              |
| 12       | 60    | San Rafael-El Espinar-Segovia                                                           | San Rafael-El Espinar-Segovia                                 | N-603        |
| 13       | 61    | Segovia - Valladolid                                                                    |                                                               | AP-61        |
| 14       | 70    | Área de Descanso                                                                        |                                                               |              |
| 15       | 73    | Área de Descanso                                                                        | Área de Descanso                                              |              |
| 16       | 80    | Área de Servicio de Villacastín                                                         | Área de Servicio de Villacastín                               |              |
| 17       | 81    | Villacastín-Ávila-Segovia Ávila-Salamanca                                               | Villacastín-Ávila-Segovia                                     | N-51 AP-51   |
| 18       | 88    | Provinz Ávila                                                                           | Provinz Ávila                                                 |              |
| 19       | 91    | Área de Descanso                                                                        | Área de Descanso                                              |              |
| 20       | 92    | Provinz Segovia                                                                         | Provinz Segovia                                               |              |
| 21       | 96    | Provinz Ávila                                                                           | Provinz Ávila                                                 |              |
| 22       |       | Adanero-Sanchidrían (Mautstelle)                                                        |                                                               |              |
| 23       | 102   | Sanchidrián Salamanca-Jemenuño                                                          |                                                               | N-501        |
| 24       | 108   | Olmedo-Valladolid                                                                       |                                                               | N-601        |
| 25       |       | Ende der mautpflichtigen AP-6 weiter als A-6 nach A Coruña Adanero-Tordesillas-A Coruña | Beginn der mautpflichtigen AP-6                               | A-6          |

## Größere Städte an der Autobahn
- Collado Villalba
- Villacastín
- Adanero